# Двойной (хутор)
Двойной — хутор в Песчанокопском районе Ростовской области.
Входит в состав Развильненского сельского поселения.

## География
На хуторе имеется одна улица — Крестьянская.

## Население
| 1989 | 2002 | 2010 |
| ---- | ---- | ---- |
| 60   | ↘17  | ↘3   |

## Археология
В 2,0 км к северу от овцефермы хутора Двойного находится курган «Межевой».